# Thế kỷ 16
Thế kỷ 16 là khoảng thời gian tính từ thời điểm năm 1501 đến hết năm 1600, nghĩa là bằng 100 năm, trong lịch Gregory.

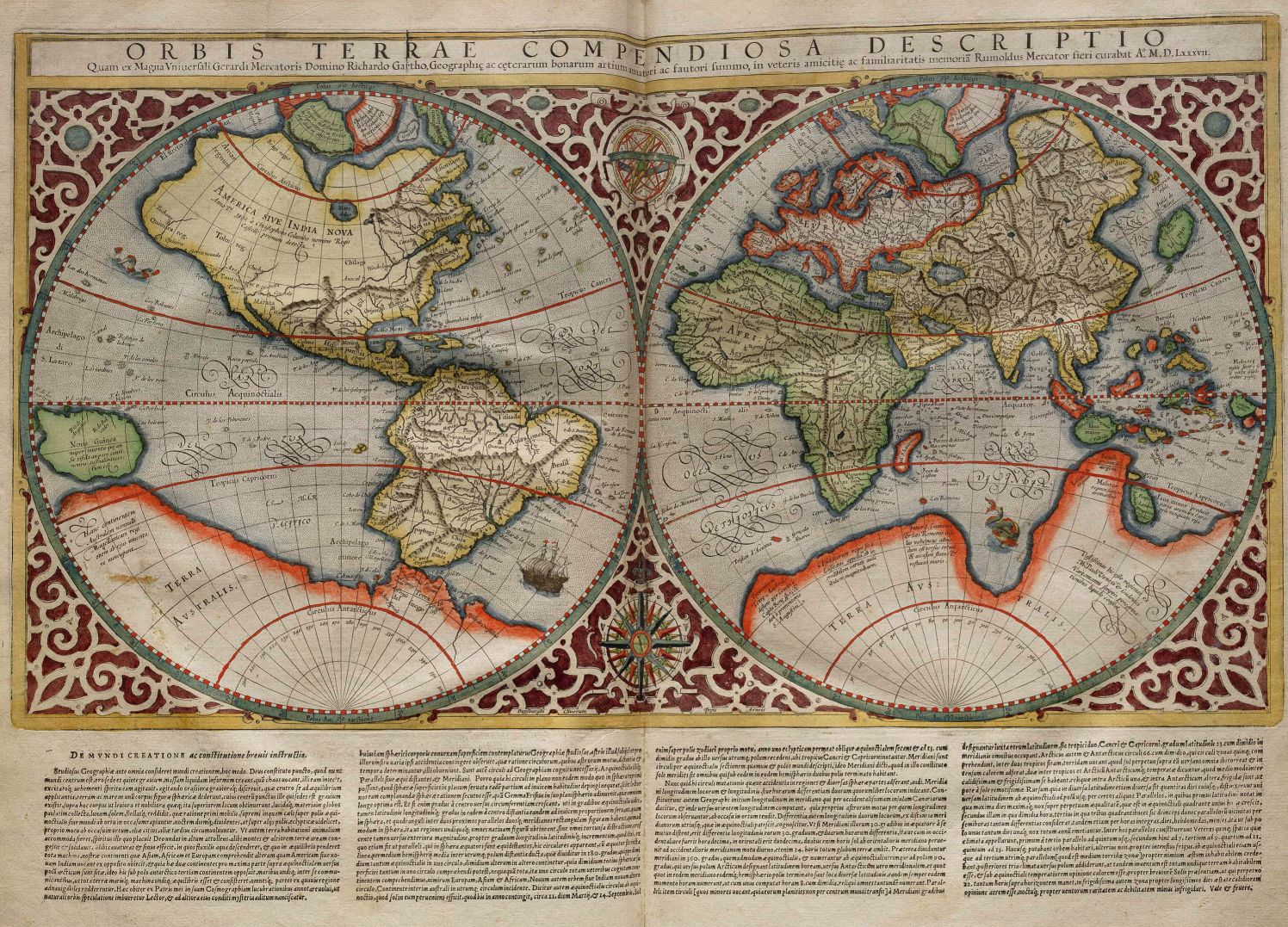
Bản đồ thế giới của Amerigo Vespucci (năm 1587)

## Các sự kiện
- 1494-1559: Các cuộc chiến tranh Ý
- 1503: Leonardo da Vinci bắt đầu vẽ bức Mona Lisa.
- 1504: Michelangelo hoàn thành tượng David tại Florence.
- 1506: Vương cung thánh đường Thánh Phêrô được khởi công xây dựng.
- 1508: Michelangelo bắt đầu thi công vẽ trần nhà nguyện Sistine.
- 1513: Machiavelli viết tác phẩm Quân Vương.
- 1517: Phong trào Kháng Cách bắt đầu khi Martin Luther công bố 95 luận đề.
- 1519: Fernão de Magalhães (được biết đến với tên Anh hóa là Ferdinand Magellan) bắt đầu chuyến hải hành vòng quanh Trái Đất đầu tiên.
- 1521: Minh Thế Tông lên ngôi, bắt đầu giai đoạn trị vì 45 năm.
- 1533: Michel de Montaigne chào đời.
- 1534: Jacques Cartier thực hiện chuyến hải hành khám phá ra Canada.
- 1540: Dòng Tên được Giáo hoàng Phaolô III chính thức công nhận.
- 1543: Tác phẩm De revolutionibus orbium coelestium về thuyết nhật tâm của Nicolaus Copernicus được xuất bản.
- 1547: Ivan Bạo Chúa trở thành Sa hoàng.
- 1549: Thánh Phanxicô Xaviê cập cảng Kagoshima.
- 1554: Các tu sĩ dòng Tên José de Anchieta và Manuel da Nóbrega thành lập São Paulo.
- 1557: Nhà Minh bắt đầu cho Bồ Đào Nha thuê Ma Cao.
- 1564: Galileo Galilei và William Shakespeare chào đời.
- 1571: Manila được conquistador người Tây Ban Nha Miguel López de Legazpi thành lập.
- 1582: Giáo hoàng Grêgôriô XIII cho giới thiệu lịch Gregorius vào tháng 10.
- 1583: Toyotomi Hideyoshi khởi công xây dựng Thành Osaka.
- 1588: Hạm đội Tây Ban Nha.
- 1590: Tác phẩm Tây Du Ký do nhà văn Ngô Thừa Ân sáng tác được phát hành
- 1593: Hoàn thành Pháo đài Bourtange ở Hà Lan
- 1597: Vở Romeo và Juliet của William Shakespeare được xuất bản.
- Thực dân Tây Ban Nha tại châu Mỹ